# Mundialito de Clubes 2013
Der Mundialito de Clubes (auf Deutsch „Kleine Weltmeisterschaft der Vereine“) ist ein Beachsoccer-Turnier für Klubs. Das Turnier fand vom 10. bis 17. November 2013 statt. Es wurde vom FIFA-Partner Beach Soccer Worldwide (BSWW) am Strand von Copacabana (Rio de Janeiro) in Brasilien zum dritten Mal ausgerichtet.

## Teilnehmer
Es nahmen acht Mannschaften teil:
| - SC Corinthians (Sieger) - CR Flamengo (Zweiter) - CR Vasco da Gama (Dritter) - Botafogo FR (Vierter) | - al-Ahli Dubai - FC Barcelona - AC Mailand - Peñarol Montevideo |

## Kader
| Coach: Marcelo Mendes        | Coach: Marcelo Mendes | Coach: Marcelo Mendes     |
| ---------------------------- | --------------------- | ------------------------- |
| Ahmed Tombaki                | al-Ahli Dubai         | Ali Hassan                |
| Qambar Sadeqi                | al-Ahli Dubai         | Ali Karim                 |
| Qambar Sadeqi                | al-Ahli Dubai         | Belchior                  |
| Haitham                      | al-Ahli Dubai         | Adel                      |
| Husain                       | al-Ahli Dubai         | Al Jasmi                  |
| Madjer                       | al-Ahli Dubai         |                           |
| Trainer: Ramiro Amarelle     |                       |                           |
| Dona (TW)                    | FC Barcelona          | Dejan Stankovic           |
| Cristian Torres              | FC Barcelona          | Ramiro Amarelle           |
| Juanma                       | FC Barcelona          | Philipp Borer             |
| Nico                         | FC Barcelona          | Jonathan Torohia (TW)     |
| Ozu Moreira                  | FC Barcelona          | Antonio Mayor             |
| Trainer: Carlos Dreux        |                       |                           |
| Leandro Fanta (TW)           | Botafogo FR           | Bernardo Botelho          |
| Antonio Bernardo             | Botafogo FR           | Dmais                     |
| Alan Cavalcanti              | Botafogo FR           | Phillipe Happ (TW)        |
| Sidney                       | Botafogo FR           | Frederick Mazzei          |
| Vini                         | Botafogo FR           | Bernardo Martins          |
| Trainer: Gilberto da Costa   |                       |                           |
| Mão (TW)                     | SC Corinthians        | Rafinha                   |
| Fernando DDI                 | SC Corinthians        | Bruno Xavier              |
| Rui Coimbra                  | SC Corinthians        | André                     |
| Anderson Dias Lima           | SC Corinthians        | Bruno Malias              |
| Daniel Nogueira Lima         | SC Corinthians        | Miguel Ángel Estrada (TW) |
| Trainer: Rodrigo Stockler    |                       |                           |
| Souza                        | CR Flamengo           | Datinha                   |
| Willian                      | CR Flamengo           | Benjamin                  |
| Toinho                       | CR Flamengo           | Leo                       |
| Digo                         | CR Flamengo           | Giulliano                 |
| Eudin                        | CR Flamengo           | Case                      |
| Trainer: Enrico Remperti     |                       |                           |
| Menescardi                   | AC Mailand            | Stéphane François         |
| Catarino                     | AC Mailand            | Abdel Hafez Ahmed         |
| Cataldo                      | AC Mailand            | Gori                      |
| Ramacciotti                  | AC Mailand            | Andrezinho                |
| Marinai                      | AC Mailand            | Chiodi                    |
| Trainer: Francisco Rodriguez |                       |                           |
| Diego Montserrat             | Peñarol Montevideo    | Gonza Cazet               |
| Fabricio                     | Peñarol Montevideo    | Ricar                     |
| Martin                       | Peñarol Montevideo    | Matias                    |
| Nico Bella                   | Peñarol Montevideo    | Fred                      |
| Ricardo Villalobos           | Peñarol Montevideo    | Felo                      |
| Trainer: Rodrigo "Leo Braga  |                       |                           |
| Cesinha (TW)                 | CR Vasco da Gama      | Bokinha                   |
| Bernardo Cogliatti           | CR Vasco da Gama      | Mauricinho                |
| Marcelo Bueno                | CR Vasco da Gama      | Jorginho                  |
| Betinho                      | CR Vasco da Gama      | Buru                      |
| Junior Paulo Gil             | CR Vasco da Gama      | Ivan Ostrosvski (TW)      |

### Auszeichnungen
Im Anschluss an das Turnier wurden die besten Spieler ausgezeichnet. Dieses waren:
- Torschützenkönig:  Eudin (7 Tore) (CR Flamengo)
- Bester Spieler:  Mão (SC Corinthians)
- Bester Torhüter:  Mão (SC Corinthians)

## Gruppenspiele

### Gruppe A
| Pl. | Verein           | Sp. | S | U | N | Tore    | Diff. | Punkte |
| --- | ---------------- | --- | - | - | - | ------- | ----- | ------ |
| 1.  | Botafogo FR      | 3   | 2 | 0 | 1 | 008:600 | +2    | 06     |
| 2.  | CR Vasco da Gama | 3   | 1 | 1 | 1 | 010:900 | +1    | 04     |
| 3.  | FC Barcelona     | 3   | 1 | 0 | 2 | 011:120 | −1    | 03     |
| 4.  | al-Ahli Dubai    | 3   | 1 | 0 | 2 | 007:900 | −2    | 03     |

| Spiel | Datum        | Mannschaft 1     | Ergebnis                             | Mannschaft 2     |
| ----- | ------------ | ---------------- | ------------------------------------ | ---------------- |
| 1     | 13. November | Botafogo FR      | 2:0 (1:0, 1:0, 0:0)                  | al-Ahli Dubai    |
| 2     | 13. November | CR Vasco da Gama | 4:4 (1:1, 2:1, 0:1, 1:1) (1:0 i. P.) | FC Barcelona     |
| 3     | 14. November | al-Ahli Dubai    | 4:6 (1:4, 2:1, 1:1)                  | CR Vasco da Gama |
| 4     | 14. November | Botafogo FR      | 5:6 (1:2, 2:3, 2:1)                  | FC Barcelona     |
| 5     | 15. November | FC Barcelona     | 1:3 (0:0, 0:0, 1:3)                  | al-Ahli Dubai    |
| 6     | 15. November | CR Vasco da Gama | 0:1 (0:0, 0:1, 0:0)                  | Botafogo FR      |

### Gruppe B
| Pl. | Verein             | Sp. | S | U | N | Tore    | Diff. | Punkte |
| --- | ------------------ | --- | - | - | - | ------- | ----- | ------ |
| 1.  | SC Corinthians     | 3   | 3 | 0 | 0 | 011:800 | +3    | 09     |
| 2.  | CR Flamengo        | 3   | 2 | 0 | 1 | 019:100 | +9    | 06     |
| 3.  | Peñarol Montevideo | 3   | 1 | 0 | 2 | 014:190 | −5    | 03     |
| 4.  | AC Mailand         | 3   | 0 | 0 | 3 | 011:180 | −7    | 0      |

| Spiel | Datum        | Mannschaft 1   | Ergebnis             | Mannschaft 2       |
| ----- | ------------ | -------------- | -------------------- | ------------------ |
| 1     | 10. November | CR Flamengo    | 1:2 (1:2, 0:0, 0:0)  | SC Corinthians     |
| 2     | 13. November | SC Corinthians | 4:3 (1:1, 1:2, 2:0)  | Peñarol Montevideo |
| 3     | 13. November | CR Flamengo    | 7:3 (2:1, 3:1, 2:1)  | AC Mailand         |
| 4     | 14. November | CR Flamengo    | 11:5 (3:2, 2:0, 6:3) | Peñarol Montevideo |
| 5     | 14. November | AC Mailand     | 4:5 (0:3, 2:1, 2:1)  | SC Corinthians     |
| 6     | 15. November | AC Mailand     | 4:6 (1:1, 2:4, 1:1)  | Peñarol Montevideo |

## Turnierplan ab Halbfinale
|  | Halbfinale       | Halbfinale  | Halbfinale  | Halbfinale | Halbfinale | Halbfinale  | Halbfinale |       |             | Finale | Finale | Finale | Finale | Finale | Finale | Finale |
|  |                  |             |             |            |            |             |            |       |             |        |        |        |        |        |        |        |
|  |                  | Corinthians | 0           | 2          | 0          |             | 2          |       |             |        |        |        |        |        |        |        |
|  |                  | Vasco       | 0           | 0          | 0          |             | 0          |       |             |        |        |        |        |        |        |        |
|  |                  | Vasco       | 0           | 0          | 0          | Corinthians | 0          | 1     | 2           | 0      |        | 3 (1)  |        |        |        |        |
|  |                  |             |             |            |            |             |            | 1     | 2           | 0      |        | 3 (1)  |        |        |        |        |
|  |                  |             | CR Flamengo | 1          | 0          | 2           |            | 3 (0) |             |        |        |        |        |        |        |        |
|  |                  | Botafogo FR | CR Flamengo | 1          | 0          | 2           | 0          | 3 (0) | 0           | 1      |        | 2      |        |        |        |        |
|  |                  |             |             |            |            |             |            |       | 0           | 1      |        | 2      |        |        |        |        |
|  |                  | CR Flamengo | 2           | 0          | 1          |             | 3          |       |             |        |        |        |        |        |        |        |
|  | Spiel um Platz 3 | CR Flamengo | 2           | 0          | 1          |             | 3          |       |             |        |        |        |        |        |        |        |
|  |                  |             |             |            |            |             |            |       | Botafogo FR | 0      | 1      | 0      |        | 1      |        |        |
|  |                  | Vasco       | 0           | 2          | 1          |             | 3          |       |             |        |        |        |        |        |        |        |

## Halbfinale
| Paarung  | SC Corinthians – CR Vasco da Gama   |
| Ergebnis | 2:0 (0:0, 2:0, 0:0)                 |
| Datum    | 16. November 2013 um 10:30 Uhr      |
| Stadion  | Copacabana, Rio de Janeiro          |
| Tore     | 1:0 14′ Daniel 2:0 20′ Bruno Malias |

| Paarung  | Botafogo FR – CR Flamengo                                              |
| Ergebnis | 2:3 (0:2, 1:0, 1:1)                                                    |
| Datum    | 16. November 2013 um 11:45 Uhr                                         |
| Stadion  | Copacabana, Rio de Janeiro                                             |
| Tore     | 0:1 12′ Datinha 1:1 14′ Fred 1:2 23′ Casé 1:3 23′ Datinha 2:3 27′ Vini |

## Platzierung Dritter
| Paarung  | Botafogo FR – CR Vasco da Gama                               |
| Ergebnis | 1:3 (0:0, 1:2, 0:1)                                          |
| Datum    | 17. November 2013 um 8:00 Uhr                                |
| Stadion  | Copacabana, Rio de Janeiro                                   |
| Tore     | 1:0 20′ Botelho 1:1 22′ Gil 1:2 23′ Jorginho 1:3 28′ Betinho |

## Finale
| SC Corinthians                                                | SC Corinthians | CR Flamengo | CR Flamengo |
| ------------------------------------------------------------- | --- | --- | ----------- |
| SC Corinthians                                                | \| 17. November 2013 um 10:00 Uhr in Rio de Janeiro (Copacabana) \| \| Ergebnis: 3:3 (n. V.) (1:1, 2:0, 0:2, 0:0) (1:0 i. P.) \| | \| 17. November 2013 um 10:00 Uhr in Rio de Janeiro (Copacabana) \| \| Ergebnis: 3:3 (n. V.) (1:1, 2:0, 0:2, 0:0) (1:0 i. P.) \| | CR Flamengo |
| SC Corinthians                                                | 1:0 9′ Fernando DDI 2:1 19′ André 3:1 23′ Xavier                                                                                 | 1:1 9′ Eudin 3:2 28′ Eudin 3:3 32′ Benjamin                                                                                      | CR Flamengo |
| SC Corinthians                                                | Elfmeterschießen | | CR Flamengo |
| SC Corinthians                                                | Xavier | Benjamin | CR Flamengo |
| 17. November 2013 um 10:00 Uhr in Rio de Janeiro (Copacabana) | | |             |
| Ergebnis: 3:3 (n. V.) (1:1, 2:0, 0:2, 0:0) (1:0 i. P.)        | | |             |